# Баня (Бургаська область)
Ба́ня (болг. Баня) — село в Бургаській області Болгарії. Входить до складу громади Несебир.

## Населення
За даними перепису населення 2011 року у селі проживали 207 осіб, з них 188 осіб (99,5%) — болгари.
Розподіл населення за віком у 2011 році:
Динаміка населення: